# علامة سبالدينج
علامة سبالدينج هي علامة تستخدم في طب التوليد. سميت نسبة إلى ألفريد بيكر سبالدينج.
إنها مؤشر على موت الجنين. عندما تحدث وفاة الجنين، فقد يحدث المحاذاة وتجاوز عظام قبو الجمجمة بسبب تقلص المخ، وقد يكشف فحص السونار في البطن عن وجود غشاء عظام الجمجمة الجنينية. تضع معظم التقديرات الوقت المحدد لوفاة الجنين في حوالي 4 إلى 7 أيام قبل ظهور تداخل وفصل عظام الجمجمة الجنينية.